# Aeroporto Internazionale Johan Adolf Pengel
L'Aeroporto Internazionale Johan Adolf Pengel (in inglese: Johan Adolf Pengel International Airport) (IATA: PMB, ICAO: SMJP) è il principale scalo aeroportuale del Suriname, situato presso il villaggio di Zanderij, a 45 km a sud della capitale Paramaribo.
L'aeroporto funge da hub per la compagnia nazionale Surinam Airways e per la Fly All Ways.

## Incidenti
- Il 7 giugno 1989 il volo Surinam Airways 764, proveniente dall'aeroporto di Amsterdam-Schiphol, si schiantò in fase di atterraggio uccidendo 176 delle 187 persone a bordo a causa di un errore umano. È il più grave disastro aereo della storia dell'aviazione del Suriname.